# Renous 12
Renous 12 est une réserve indienne du comté de Northumberland, à l'est de la province canadienne du Nouveau-Brunswick. Elle appartient à la première nation d'Eel Ground. D'une superficie de 100 acres, elle est établie en août 1817.